# زنگه شاوران
زنگهٔ شاوران پهلوانی ایرانی در شاهنامه و پسر شاوران است. در داستان سیاوش هنگامی که در جنگ با تورانیان رستم به ایران بازگشت او به همراه بهرام دیگر پهلوان ایرانی از مشاوران و دوستان سیاوش بود. از دلاوری‌های زنگه می‌توان به کشتن اخواست تورانی در جنگ دوازده رخ اشاره کرد.
پیشتر نیز زنگه یکی از هفت یلی بود که برای آزاد کردن بیژن در کاروانی عازم توران شدند:
| چو گرگین و چون زنگه‌شاوران |  | دگر گستهم شیر جنگاوران      |
| چهارم گرازه که راند سپاه  |  | نگهبان گردان و تخت و کلاه   |
| چو فرهاد و رهام گرد دلیر  |  | چو اشکش کجا هست چون نره شیر |

## یادکرد شاهنامه از زنگه‌شاوران
از زنگه‌شاوران برای بار نخست در جنگ مازندران یاد می‌شود. کیکاووس زمانیکه آهنگ جنگ مازندران را نمود هم کشور و هم جان سرداران را به مخاطره افکند و اگر رستم نبود ایرانیان با شکست حتمی مواجه بودند. صحنه پیکار مهیا سپاه ایران و مازندران پیرامون میدان کارزار جمع و جویان غول مازندران در وسط میدان از ایرانیان مبارز می‌طلبد اما از کسی دم بر نمی‌آید. آن زمان کیکاووس نعره می‌زند که چرا از ترس این دیو رویتان زرد گشته است. عاقبت رستم زابلی پای به میدان نهاد با جویان به رجز خوانی پرداخت سپس با ضربه نیزه جویان را به هوا برد و بر زمین انداخت و کشت، جدال طرفین سریع به فرمان شاه مازنداران آغاز گشت.
جنگ هفت روز بی‌نتیجه ادامه یافت تا اینکه کیکاووس کلاه کیانی از سر بر گرفت گریان به پیش جهاندار گیهان خدیو آمد سجده کرد و نماز خواند پیروزی بر شاه مازندران و دیوان را از گیهان خدای خواستار گشت. آنگاه دوباره برای فرماندهی وارد معرکه گشت. فرجام جنگ به مرگ شاه مازندران و به شکست کامل آنها انجامید.
| بپوشید از آن پس به مغفر سرش  |  | بیامد بر نامور لشکرش          |
| خروش آمد و نالهٔ کرّنای        |  | بجنبید چون کوه لشکر ز جای     |
| سپهبد بفرمود تا گیو و طوس    |  | به پشت سپاه اندر آرند کوس     |
| چو گودرز و زنگه‌شاوران        |  | چو رهام و گرگین جنگ آوران     |
| .                            |  | .                             |
| ز شبگیر تا تیره شد آفتاب     |  | همی خون به جوی اندر آمد چو آب |
| ز کشته به هر جای بر توده گشت |  | گیاها به مغز سر آلوده گشت     |